# Tatsuno, Nagano
Tatsuno (辰野町 Tatsuno-machi?) este un oraș în Japonia, în prefectura Nagano.